# Jaime Hernández
Pour les articles homonymes, voir Hernández.
Hernández  Bertrán est un nom espagnol. Le premier nom de famille, en général paternel, est Hernández ; le second, en général maternel, souvent omis, est Bertrán.
Jaime Javier Hernández Bertrán, né le 18 janvier 1972 à Barcelone, est un coureur cycliste espagnol, professionnel de 1997 à 2003.

## Palmarès
- 1991
  - 3e de la Cursa Ciclista del Llobregat
- 1993
  - Tour de l'Empordà
- 1994
  - Trophée Guerrita
- 1996
  - 3e du championnat d'Espagne du contre-la-montre

## Résultats sur les grands tours

### Tour de France
2 participations
- 1999 : 102e
- 2000 : 97e

### Tour d'Espagne
5 participations
- 1999 : 77e
- 2000 : 80e
- 2001 : 89e
- 2002 : 117e
- 2003 : abandon (8e étape)